# Yesterday Live
Yesterday Live — російське розважальне шоу. Розпочало свою діяльність 12 вересня 2010 року.

## Учасники
Учасниками є капітани різних команд КВК:
- Віктор Васильєв — збірна Санкт-Петербурга
- Олександр Гудков — «Фёдор Двинятин», Москва, Ступіно
- Денис Привалов — «Мегаполіс», Москва
- Станіслав Ярушин — «ЛУНА», Челябінськ
- Катерина Матвієнко — «Университетский проспект», Москва
- Юрій Владовський
- Дмитро Колчін — «СОК», Самара.

## Список випусків
1. Вийшов в ефір 12 вересня 2010 рік.